# Låsbolaget
Låsbolaget (egentligen Låsfabriks aktiebolaget), var ett svenskt företag, ursprungligen grundat i Eskilstuna 1846.
Eric Augustinius Naesman grundade 1846 en enkel verkstadsrörelse i en länga i hörnet av Smedjegatan och Drottninggatan i Eskilstuna. Produktionen var till en början ganska blygsam och bestod främst av grimskaft, men utökades efterhand till att omfatta söljor, betsel, stigbyglar, kättingar, gevärdelar, lås med mera. Den blev efterhand tämligen omfattande, men den verkliga expansionen kom sedan en av Eskilstunas räcksmedjor vid ån brunnit 1862 och Naesman fick möjlighet att arrendera tomten med dess tillgängliga vattenkraft. På den nya tomten uppförde han en verkstad som fick namnet E. A. Naesmans låsfabrik, medan den tidigare blandade tillverkningen fortsatte i den äldre verkstaden. I början av 1870-talet hade företaget ett 50-tal anställda. Under lågkonjunkturen i slutet av 1870-talet drabbades dock tillverkningen hårt, och då fabriken såldes 1881 hade den endast 24 anställda. Fabriken köptes då av August Stålberg, och namnet ändrades till E. A Naesman & C:o.. Under de följande åren fram till 1884 ökades antalet anställda till 60 och omsättningen mer än fördubblades. 1882-1883 köpte han de tre intilliggande tomter vid Kungs-, Tull-, och Nygatorna. Hösten 1882 invigdes familjen Stålbergs privata boningshus vid Kungsgatan på en av tomterna, och hösten 1883 var en fabrik på de båda andra klar över överflyttning från den gamla platsen vid ån. I den nya fabriken utnyttjades inte längre vattenkraften, utan en ångmaskin stod för maskindriften. Under de första åren tillverkades endast lås, men vid den nya fabriken hade även ett gjuteri anlagts, och 1886 börjar man även tillverka ljusstakar, en produktion som fortsatte fram till 1916. Fram till mitten av 1890-talet ökade antalet anställda till omkring 100, och försäljningsvärdet av de tillverkade produkterna tredubblades. 1894 ombildades fabriken till aktiebolag under namnet Låsfabriks aktiebolaget. Efterhand utökade Stålberg alltmer sin tillverkning utanför det egentliga arbetsfältet med produkter som kranar till ölfat, gjutna mortlar, namnplåtar och skyltar, takkrokar, trapprör, tändsticksställ med mera. Under första världskrigets försök att få till stånd en svensk flygplansindustri, bistod Låsbolaget med spännvant för vingarna. 1911 startades produktionen av sparbössor av en typ som kom att bli intimt förknippad med företaget. 
1909 trädde sonen Harald Stålberg in i företaget som disponent, och sedan August 1931 avlidit övertog han fabriksrörelsen. Harald Stålberg var själv konstruktör och skapade själv många av fabrikens lås, men avled plötsligt 1945 och lämnade över företaget till sönerna Gunnar och Eric.
Företaget flyttades 1972–1973 till nya lokaler i Vilsta industriområde. Företaget drabbades av 1970-talets kris och 1974 tog Svenska Medaljgillet över som ägare. 1978 började man licenstillverka låscylindrar från Kaba i Schweiz, samtidigt som Flintagruppen i Västerås blev delägare. 1982 blev ett konsortium bestående av Flintagruppen, Kaba och Jan Strandler ägare. 1985 köptes Låsbolaget av Kaba Holding AG och 1990 ändrades namnet till Kaba Låsbolaget AB. 1997 slogs Kaba Låsbolaget AB samman med Protekt AB till det nuvarande Kaba AB.